# Ryūtarō Araga
Ryūtarō Araga (n. 16 octombrie 1990, Kameoka, Prefectura Kyoto, Japonia) este un sportiv ce a reprezentat Japonia, medaliat olimpic. A participat la o ediție a Jocurilor Olimpice (2020) în care a câștigat o medalie de bronz.